# ویلیام هالپنی
ویلیام هالپنی (انگلیسی: William Halpenny; ۲۳ مهٔ ۱۸۸۲ – ۱۰ فوریهٔ ۱۹۶۰) ورزشکار دو و میدانی اهل کانادا بود.